# Hendricus Gerardus van de Sande Bakhuyzen

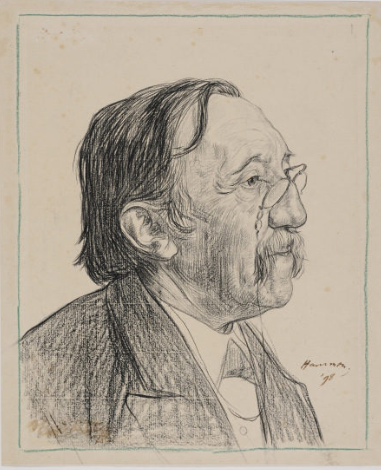
Hendrik Haverman: van de Sande Bakhuyzen, 1898.

Hendricus Gerardus van de Sande Bakhuyzen (Den Haag, 2 april 1838 – Leiden, 8 januari 1923) was een Nederlandse astronoom.

## Opleiding
Van de Sande Bakhuyzen verkreeg op 1 juni 1859 het ingenieursdiploma aan de Koninklijke Academie te Delft, waarna hij, na een toelatingsexamen te hebben afgelegd voor de commissie te Leiden, student werd in de wis- en natuurkunde aldaar. In juni 1869 deed hij het kandidaatsexamen en aan het einde van dat jaar betrok hij de kamer, bestemd voor een tweede observator, in het gebouw van de toentertijd nieuwe sterrewacht; Dr. Nicolaas Matheus Kam was de eerste observator. Door de aankomst van de meridiaancirkel brak voor de Leidse sterrewacht en haar personeel nu een belangrijke tijd aan.

## Werk met de meridiaancirkel
Er werden verschillende onderzoekingen gedaan met de meridiaancirkel; een eerste proef was om te onderzoeken wat er met het instrument gedaan kon worden.
In september en oktober deden Kam en Van de Sande Bakhuyzen een proef naar de onafhankelijkheidsbepaling van de poolshoogte der sterrewacht; onafhankelijk in zover dat zij niet steunde op de declinaties der waargenomen sterren, maar integendeel, én de poolshoogte én de declinatie der gebruikte sterren (hier in de eerste plaats de poolster) moesten opleveren. Frederik Kaiser gaf in december hiervan een bericht in de Verslagen en mededelingen der Koninklijke Nederlandse Akademie van Wetenschappen, deel XIII.
Ook in het daaropvolgend jaar bleef Van de Sande Bakhuyzen met de meridiaancirkel werkzaam en bepaalde hij met dat werktuig niet alleen de plaatsen van een aantal planetoïden, maar hield hij zich ook bezig met het onderzoek naar de invloed van de buiging, die de zwaartekracht op de delen van dat instrument uitoefende. Zijn proefschrift (Over den invloed der buiging op de hoogten van hemellichten, met den meridiaan-cirkel bepaald) was een bewerking van deze studie, die hij op 21 april 1863 verdedigde.

## Werk buiten de Sterrewacht

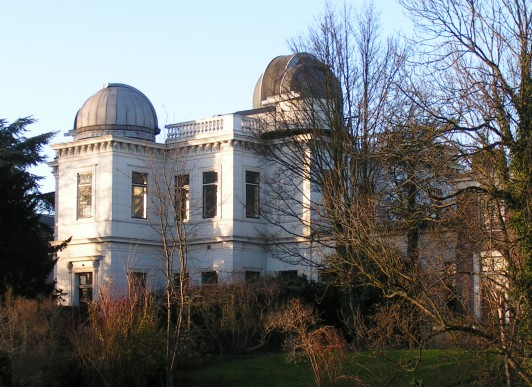
De Oude Sterrewacht te Leiden

Van de Sande Bakhuyzen werd benoemd tot leraar voor wis -en natuurkundige vakken aan het gymnasium in Den Haag, daarna in dezelfde functie aan de Hogere Burgerschool te Utrecht en werd als opvolger van professor Grinwis tot hoogleraar in de toegepaste natuurkunde te Delft benoemd; Na de dood van Kaiser, op 28 juli 1872, werd hij in diens plaats als hoogleraar in Leiden benoemd, een betrekking die hij op 20 december aanvaardde met de rede De methode welke thans bij de beoefening der sterrenkunde moet gevolgd worden.

## Geodesie en waterstanden
Een belangrijk deel van het werk van Van de Sande Bakhuyzen was de nauwkeurigheid van metingen. Essentieel in de sterrenkunde, maar ook van belang bij de geodesie en getijwaarnemingen. Om die reden is hij een aantal keren gevraagd om zijn expertise in te zetten bij andere projecten waarbij nauwkeurigheid van belang was. Zo was het belangrijk voor cartografen om de maat van de aarde precies te kennen. Hiervoor de is in 1862 de Midden-Europese Graadmetingscommissie opgericht, welk initiatief in Nederland leidde tot de oprichting van de Rijkscommissie voor Graadmeting en Waterpassing. Gerelateerd hieraan was de Pruissische vraag in 1874 om het Nederlandse N.A.P. te koppelen aan het Duitse referentieniveau. Dit werk werd opgepakt door Lewis Cohen Stuart, en na diens dood in 1878 voortgezet door Van de Sande Bakhuyzen als voorzitter van deze rijkscommissie. Het eindrapport is in 1888 door Van de Sande Bakhuyzen uitgebracht.
In 1908 deed hij een onderzoek naar de waterstanden in Amsterdam over de periode van 1700 tot 1860 (dit zijn de waarnemingen aan het Stadswaterkantoor te Amsterdam). Een jaar later publiceerde hij een nota over de bodemdaling in Nederland. Een samenvatting hiervan is gepubliceerd in "De Ingenieur" van 8 oktober 1910
Een ander probleem waarbij nauwkeurige wiskunde nodig was, was een analyse van het extreme hoogwater in Rotterdam op 13 januari 1916 waardoor een dijk bij het Mallegat was doorgebroken terwijl de waterhoogte op zee bij Hoek van Holland net zo hoog was als bij de stormvloed tien jaar daarvoor. De concrete vraag was wat de oorzaak was, en of dit vaker kon voorkomen. Om dit te onderzoeken werd een Staatscommissie ingesteld. De leden van de commissie waren deskundigen van Rijkswaterstaat en van het KNMI, maar het ministerie (minister Lely) wilde een ter zake deskundige buitenstaander als voorzitter. De commissie concludeerde dat dit specifieke hoogwater werd veroorzaakt door hoge rivierafvoer en een samenloop van diverse factoren, waaronder de lange duur van de storm. En dat er in principe geen bovengrens aan de waterstand is, maar dat bij geometrie van de waterlopen van dat moment een maximale ontwerpwaterstand van 3,55 m boven N.A.P. te adviseren was. Terzijde: in 1953 was de waterstand daar 3,75 m boven N.A.P.; tussen 1916 en 1953 was de gemiddelde zeespiegel ruim 8 cm gestegen.

## Verder werk voor de Sterrewacht en elders

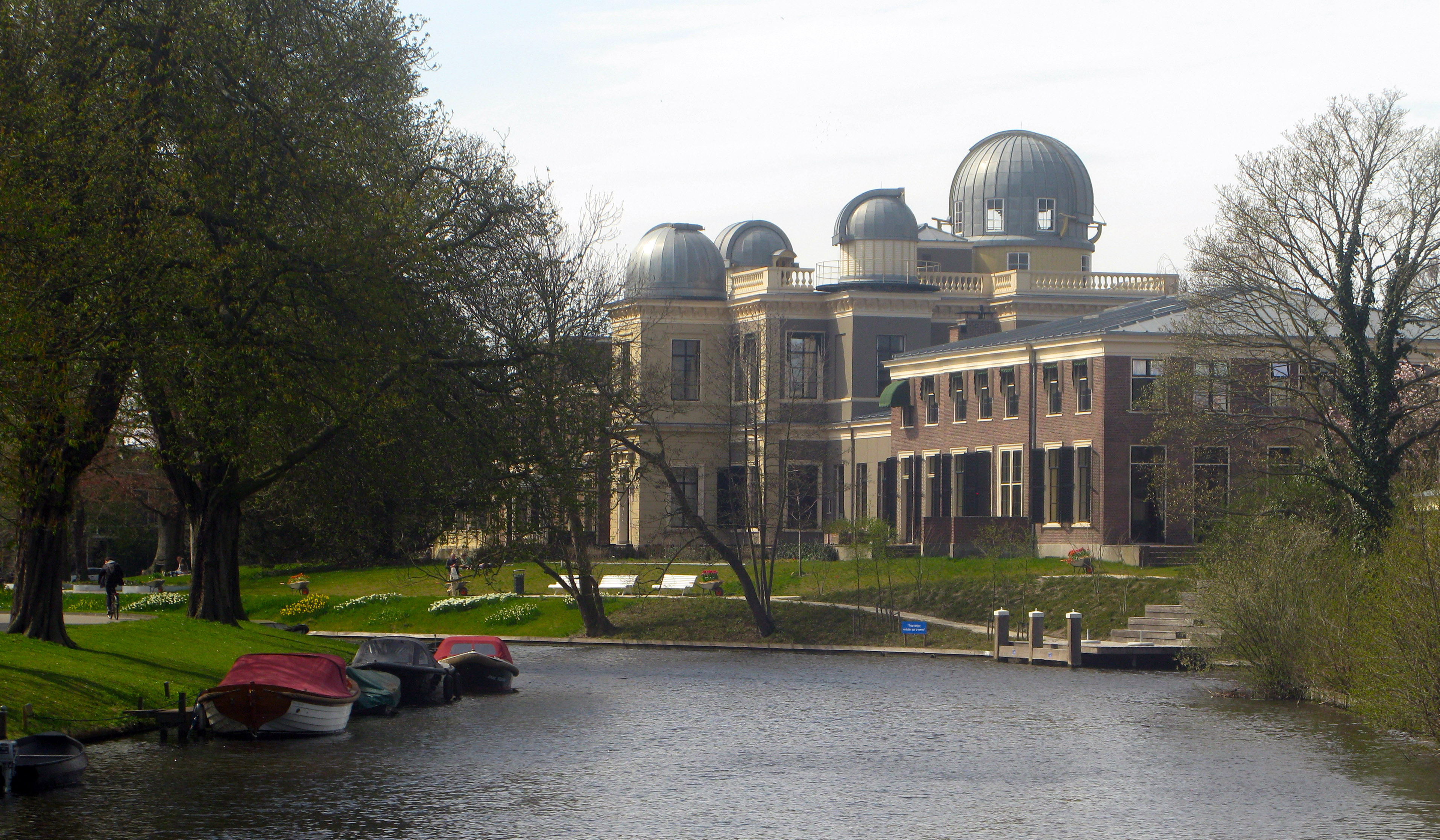
2013, na de restauratie

Van de Sande Bakhuyzen benoemde nu zijn broer, Dr. Ernst F. van de Sande Bakhuyzen tot observator; hijzelf ging verder met waarnemingen om, volgens de methode van Loewy, het zogenaamde constante getal ofwel de aberratie te bepalen, en werkte, behalve aan het onderzoek der poolshoogte, ook aan een onderzoek naar de richting waarin het zonnestelsel zich door de ruimte beweegt (gepubliceerd in de Verslagen der zittingen van de wis- en natuurkundige afdeling der Koninklijke Academie van Wetenschappen van 27 mei 1893 en 21 april 1894). Van de Sande Bakhuyzen volgde Buys Ballot op als voorzitter der Natuurkundige Afdeling van de Koninklijke Nederlandse Akademie van Wetenschappen in 1888; er werd verder een rijkscommissie van driehoeksmetingen en aanverwante werkzaamheden opgericht, waarvan Van de Sande Bakhuyzen lid en sinds de dood van Stamkart voorzitter was. Van de Sande Bakhuyzen nam ook deel aan de bepaling van lengteverschillen van Leiden met Greenwich, Parijs en Ubachsberg door middel van elektromagnetische telegraafseinen en was een der meest actieve leden bij de samenstelling van de uitgave In de Commissie voor de uitgave van Christiaan Huygens.
De bekendste promovendus van Hendricus Gerardus van de Sande Bakhuyzen was Anton Pannekoek (1902).

## Commissies
In 1882 werd Van de Sande Bakhuyzen lid van het Permanente Comité van de Internationale Vereniging van Graadmeting; in 1877 lid van verstand van het Astronomisch Gesellschaft en in 1889 lid van het Permanent comité van het internationale congres voor de vervaardiging van een fotografische kaart van de sterrehemel (de Carte du Ciel).
De Bakhuysen-krater (met een "s") op Mars is naar hem genoemd.

## Familierelaties

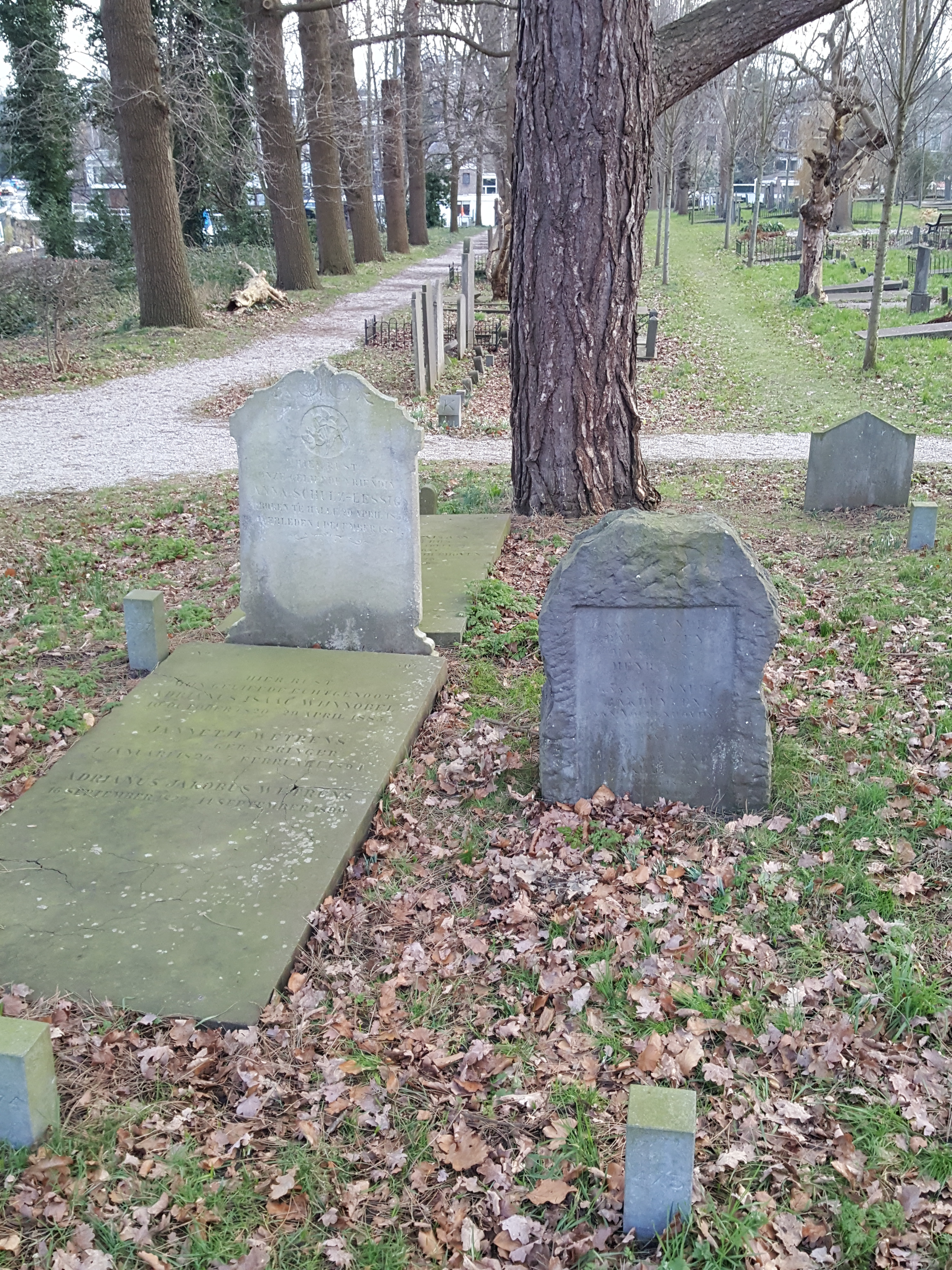
Graf van Hendricus Gerardus van de Sande Bakhuyzen (rechterkant, onder de boomstam) op de begraafplaats Groenesteeg in Leiden, grafnummer 506

Van de Sande Bakhuyzen was een zoon van Hendrikus van de Sande Bakhuyzen en de vader van Adriaan van de Sande Bakhuyzen (1874-1951), burgemeester van Leiden tussen 1927 en 1941 en in 1945. Hij is ook een oom van Joost van Vollenhoven (1866-1923), in de periode 1913-1923 Tweede Kamerlid en directeur van de Nederlandsche Bank.

## Overlijden
Na zijn overlijden op 8 januari 1923 in Leiden werd hij begraven op de begraafplaats Groenesteeg in Leiden, grafnummer 506.
- Biografisch Portaal: 84594217
- Digitale Bibliotheek voor de Nederlandse Letteren: sand037
- Gemeinsame Normdatei: 116041439
- International Standard Name Identifier: 0000 0000 0158 0423
- Library of Congress Control Number: n87805226
- Mathematics Genealogy Project: 112230
- Nederlandse Thesaurus van Auteursnamen: 069549451
- SNAC: w6j46c6p
- Système universitaire de documentation: 076156680
- Virtual International Authority File: 10215982
- WorldCat: E39PBJt44DRGmDctfywmF6w6Kd